# Gatina, Grosuplje
Gatina este o localitate din comuna Grosuplje, Slovenia, cu o populație de 126 de locuitori.